# متر (موسیقی)

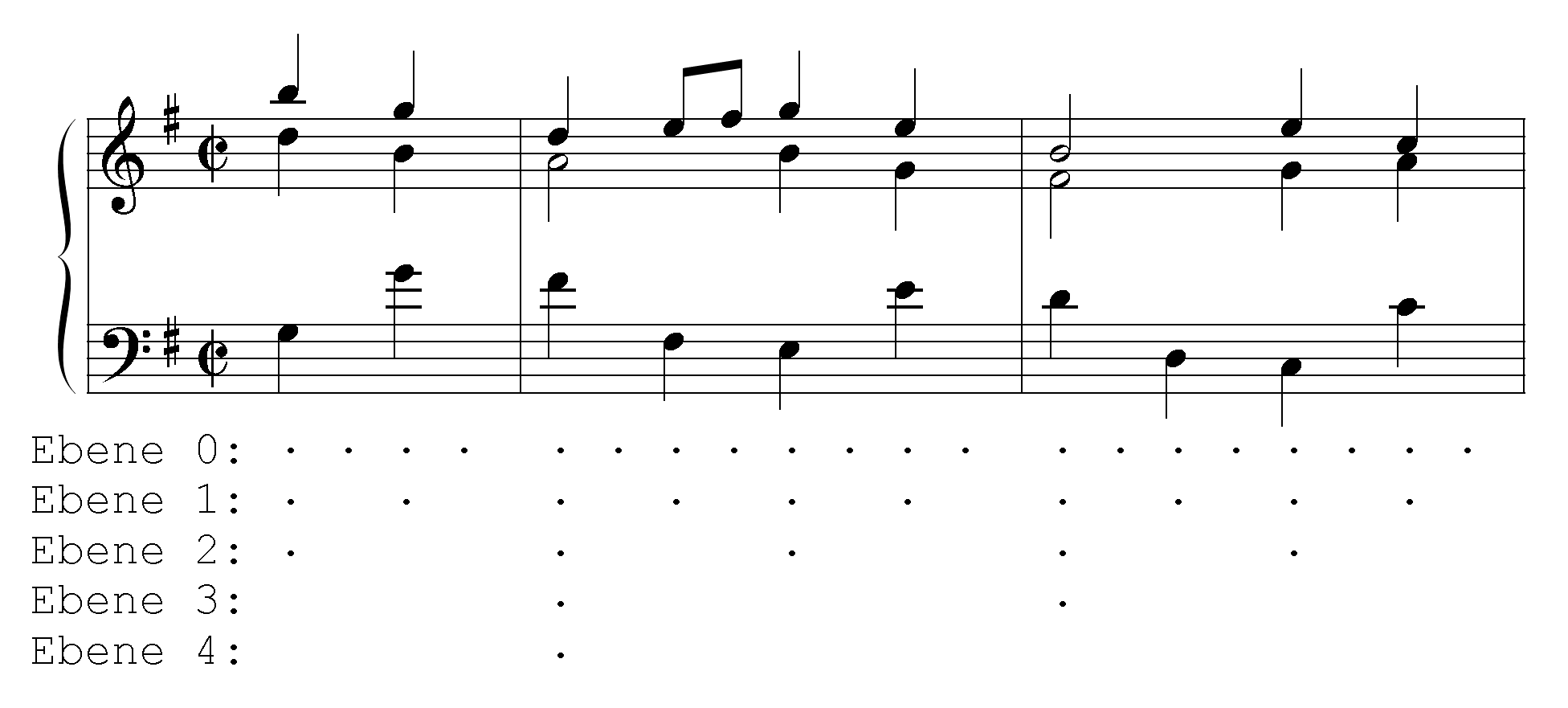
نمونه ای از یک متر (موسیقی)

در تئوری موسیقی، متر (به انگلیسی: Metre) عبارت است از گروه‌های دوتایی، سه‌تایی، چهارتایی اصوات که معمولاً اولین‌شان دارای تأکید است. تکرار این گروه‌ها یک الگوی ریتمی ایجاد می‌کند که همان ضرب‌آهنگ موسیقی است. موسیقی‌هایی که ضرب‌آهنگ دارند را متریک می‌نامند؛ همهٔ موسیقی‌ها متریک نیستند.
متریک نبودن یک قطعهٔ موسیقی به معنی آن نیست که فاقد وزن یا ضرب‌آهنگ است، بلکه به این معناست که ضرب‌آهنگ آن قطعهٔ موسیقی ثابت نیست. برای مثال در موسیقی سنتی ایرانی در اجرای دستگاه‌ها گوشه‌های غیر متریک وجود دارند که بر اساس وزن‌های عروضی و در مطابقت با وزن یک شعر اجرا می‌شوند.